# 高作镇 (建湖县)
高作镇，是中华人民共和国江苏省盐城市建湖县下辖的一个乡镇级行政单位。

## 行政区划
高作镇下辖以下地区：
镇中社区、双界村、长北村、陈甲村、蒋王村、合兴村、卞港村、季墩村、西站村、涔庄村、大墩村、光明村、高群村、马楼村、北庄村和大尖村。